# Những cuộc phiêu lưu của Sarah Jane
The Sarah Jane Adventures (tạm dịch Những cuộc phiêu lưu của Sarah Jane) là một bộ phim truyền hình dành cho thiếu niên của Anh thuộc thể loại khoa học viễn tưởng do đài BBC Cymru Wales (CBBC) sản xuất, sáng tạo bởi Russell T Davies và nhân vật chính do Elisabeth Sladen thủ diễn. Bộ phim là phần ngoại truyện của loạt phim Doctor Who của đài BBC, câu chuyện xoay quanh những cuộc phiêu lưu của Sarah Jane Smith, một nhà báo kiêm thám tử nghiệp dư, người mà trong quá khứ từng có nhiều cuộc du hành xuyên không gian và thời gian cùng với The Doctor trong phim Doctor Who (loạt phim năm 1965). Bộ phim được chính thức chiếu trên BBC One bằng một tập đặc biệt dài 60-phút mang tên "Invasion of the Bane", vào ngày 1 tháng Giêng, 2007. 10 tập còn lại của loạt phim dài 25-phút được phát sóng sau đó, từ ngày 24 tháng 9 năm 2007. Phần đầu của loạt phim bao gồm 5 câu chuyện, mỗi câu chuyện kéo dài 2 tập, và phần 2 bao gồm 6 câu chuyện, mỗi câu chuyện cũng kéo dài 2 tập, bắt đầu lên sóng từ ngày 29 tháng 9 năm 2008. Phần 3 tiếp nối cũng bao gồm 6 câu chuyện, mỗi chuyện gồm 2 tập, tồng cộng là 12 câu chuyện, với Russell T Davies là chỉ đạo sản xuất, lên sóng từ 15 tháng 10 năm 2009 đến 20 tháng 11 năm 2009.
Phần 4 của loạt phim được lên sóng từ ngày 11 tháng 10 năm 2010. Sau mỗi một tập của loạt phim chính, là một chương trình đặc biệt kể về những chuyện bên lề và những thông tin thêm về tập đã được phát sóng mang tên Sarah Jane's Alien Files. Quá trình quay cho 3 câu chuyện đầu của 6 tập phim đã được lên kế hoạch cho phần 5 của loạt phim. May thay việc quay đã hoàn tất trước sự ra đi của Elisabeth Sladen vào ngày 19 tháng 4 năm 2011. Dù nhiều phương tiện truyền thông ở Anh kể cả tờ The Sun thông báo vào đầu tháng 5 năm 2011 rằng bộ phim vẫn sẽ tiếp tục được sản xuất, nhưng sau đó BBC đã khẳng định rằng sẽ không có bất cứ tập mới nào được quay cho loạt phim này nữa. Phần 5 và cũng là phần cuối của loạt phim được lên sóng vào ngày 3 thánh 10 năm 2011 vào thứ hai và thứ ba. Bộ phim kết thúc 2 tuần sau đó vào ngày 18 tháng 10 năm 2011.
The Sarah Jane Adventures từng được đề cử cho hạng mục phim truyền hình của British Academy Children's Award vào năm 2008, và Giải BAFTA Cymru năm 2009 cho hạng mục phim truyền hình dành cho thiếu nhi. Loạt phim đã dành giải Royal Television Society 2010 cho Phim truyền hình dành cho thiếu niên hay nhất.
Bộ phim từng được phát sóng tại Việt Nam trên kênh HTVC Gia đình với tựa đề "Những cuộc phiêu lưu của Sarah Jane" trên hệ thống truyền hình cáp của HTV và năm 2011.

## Diễn viên chính
| Diễn viên                   | Nhân vật         | Thời lượng    | Tập xuất hiện |
| --------------------------- | ---------------- | ------------- | --- |
| Elisabeth Sladen            | Sarah Jane Smith | 2007–11       | Tất cả các tập |
| Tommy Knight                | Luke Smith       | 2007–11       | "Invasion of the Bane" tới tập The Nightmare Man (except The Eternity Trap ), The Vault of Secrets , Death of the Doctor, Goodbye, Sarah Jane Smith , Sky và tập The Man Who Never Was |
| Sinead Michael              | Sky Smith        | 2011          | Sky tới tập The Man Who Never Was |
| Yasmin Paige                | Maria Jackson    | 2007–08       | "Invasion of the Bane" tới tập The Last Sontaran và tập The Mark of the Berserker |
| Daniel Anthony              | Clyde Langer     | 2007–11       | Revenge of the Slitheen tới tập The Man Who Never Was |
| Anjli Mohindra              | Rani Chandra     | 2008–11       | The Day of the Clown tới tậpThe Man Who Never Was |
| Alexander Armstrong (voice) | Mr Smith         | 2007–11       | Lost in Time |
| John Leeson (voice)         | K-9              | 2007, 2009–10 | The Lost Boy The Mad Woman in the Attic tới tập The Nightmare Man (The Sarah Jane Adventures)\|The Nightmare Man (except The Eternity Trap ) and Goodbye, Sarah Jane Smith             |